# Inmigración griega en Uruguay
La inmigración griega en Uruguay es una de las tantas corrientes migratorias europeas que llegaron y fueron recibidas en Uruguay. La gran mayoría de inmigrantes se concentraron e instalaron en la capital y ciudad más poblada del país, Montevideo.

## Visión general
La comunidad griega en Uruguay, la mayoría se concentra en la ciudad capital de Montevideo. Aunque existen una pequeña cantidad que residen en la ciudad de Rivera, capital del departamento homónimo. Según un censo realizado en el año 2011 por el Instituto Nacional de Estadísticas,  mostró que un total de 103 personas residentes en el país nacieron en Grecia.

## Cultura
La Colectividad Helénica de Uruguay fue fundada en junio de 1916, con el objetivo de difundir y promover la cultura griega en el país, así como el relaciónamiento de los griegos en el país. Esta, es la más antigua de las Colectividades Helénicas en Sudamérica.

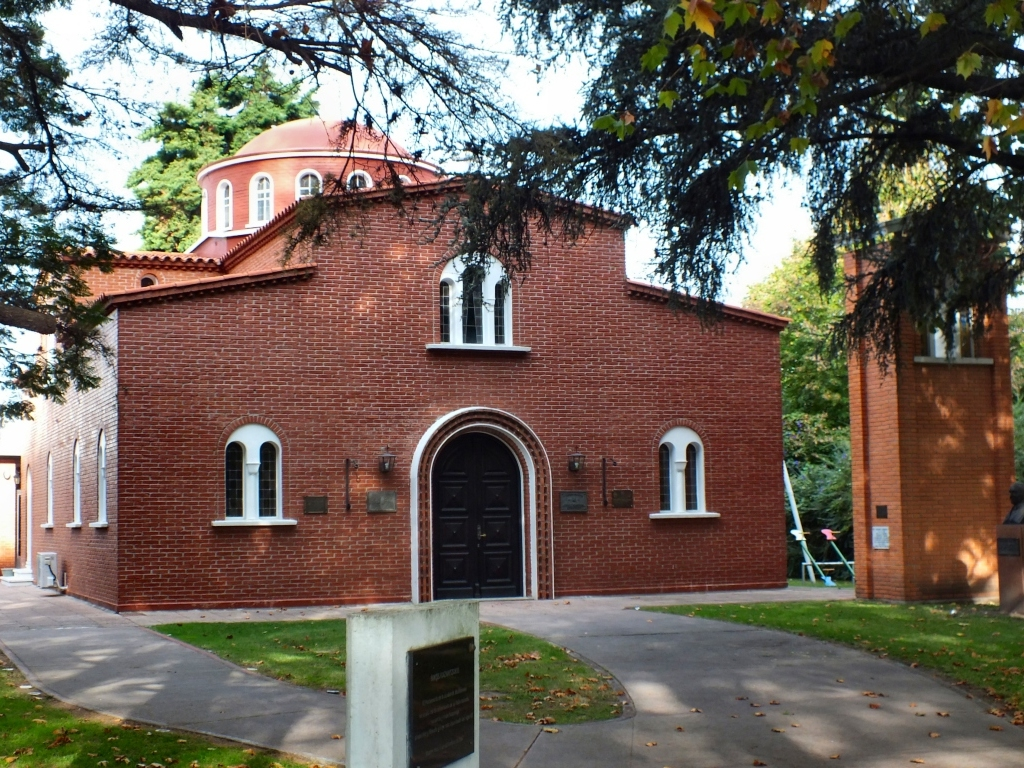
Iglesia de San Nicolás, en el Prado de Montevideo.

También existe un Centro Comunitario Griego Uruguayo y la a Iglesia ortodoxas de San Nicolás, ambos ubicados en el barrio Prado de Montevideo, en el predio de la mencionada colectividad. Otra institución destacada  de los griegos uruguayos es la Fundación Maria Tsakos, la cual brinda y ofrece lecciones gratuitas de lengua griega, danza y cocina, como también organiza eventos culturales. El famoso futbolista uruguayo, Obdulio Varela, es de ascendencia parcial griega y sigue siendo el único griego uruguayo que ha ganado la Copa del Mundo. También entre los inmigrantes uruguayos de Grecia se encuentran los arumanos y melanitas, quienes están acostumbrados a la cultura uruguaya debido a las similitudes entre rumanos y españoles.
El país también tiene una cantidad muy pequeña de judíos griegos.